# Росток (район)

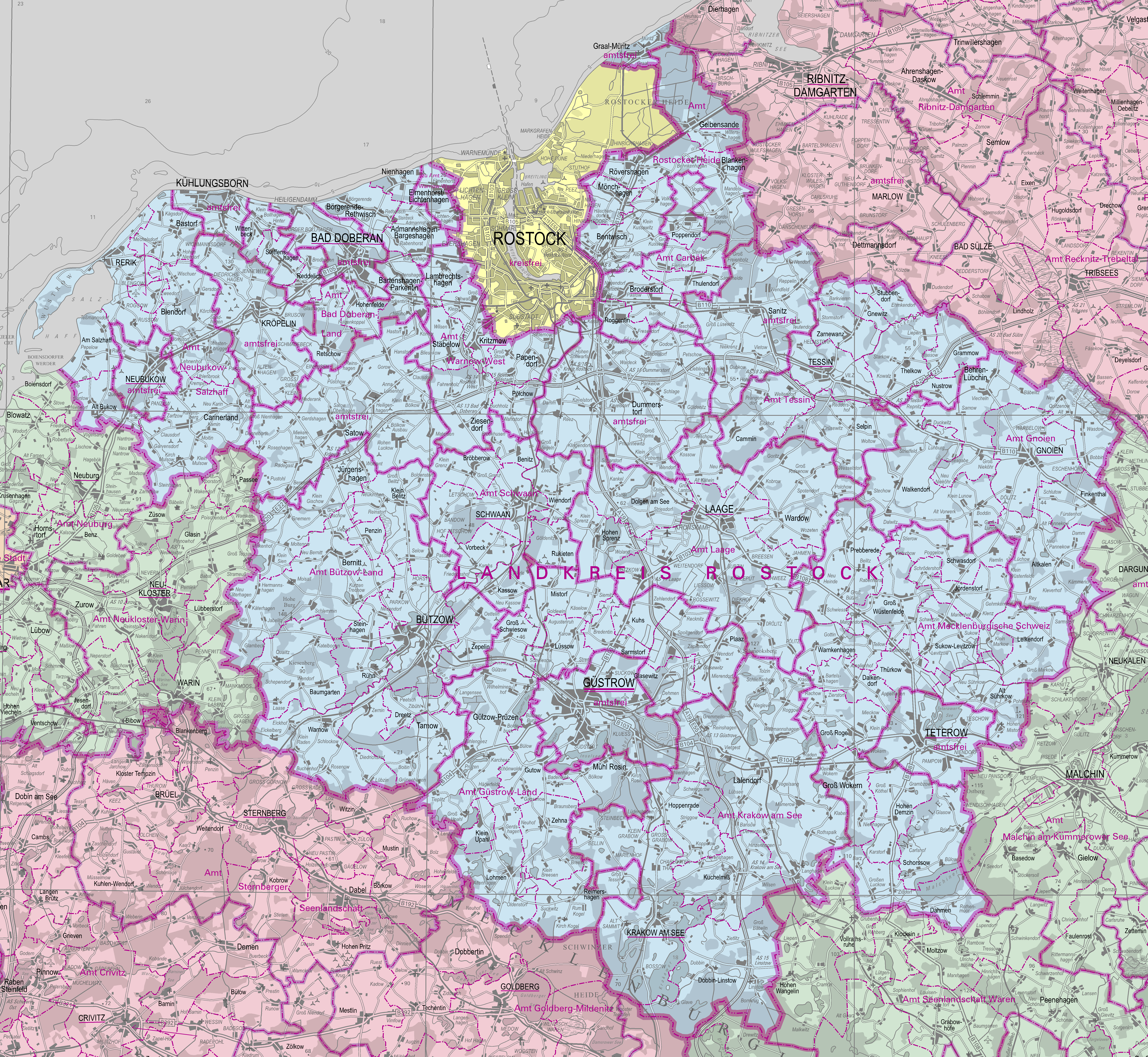
Управления и их общины в составе района Росток.

Росток (нем. Rostock) — район в Германии. Образован при объединении районов Бад-Доберан и Гюстров.
Центром был выбран город Гюстров. Район входит в землю Мекленбург-Передняя Померания. Занимает площадь 3 431 км². Численность населения по оценке на 31 декабря 2017 года составляет 214 635 человек. Плотность населения — 62,6 человек/км².
Официальный код района — 13 0 72.
Район подразделяется на 126 общины.
Выходит на побережье Балтийского моря и окружал со стороны суши город Росток, а также граничит с другими районами земли.

## История
Образован в 2011 году через объединение двух районов: Бад-Доберан и Гюстров
До 500 г. н.э. в районе ненадолго появляются восточно-германские племена, которые затем мигрируют на запад.
Позднее это был преимущественно сельский крайне слабозаселённый район, в котором жили вплоть до XII века славянские народы. Остатки славянского храма существуют до сих пор в городе Рерик. Этот город наряду со многими другими имеет в своём названии славянские корни. В 1160 район был покорен Генрихом Львом. После этого в регионе поселились германские монахи, крестьяне и торговцы. В Средние века благополучие Бад-Доберана определялось главным образом близостью к ганзейскому городу Росток. Во время Тридцатилетней войны население было почти полностью истреблено.
Начиная с 1793 года, после возникновения курорта Хайлигендамм (в настоящее время — часть города Бад-Доберан), — место летней резиденции князей из Мекленбурга-Шверина.

## География
Район имеет береговую линию на балтийском побережье протяженностью 62 км. Находится на обеих сторонах реки Варнов в её низовьях. Сам город Росток не является городом районного подчинения, а по статусу приравнивается району и входит в состав федеральной земли непосредственно.

## Города и общины
1. Гюстров (31 203)
2. Бад-Доберан (11 424)
3. Тетеров (9 498)
4. Граль-Мюриц (4241)
5. Заниц (5895)
6. Затов (5906)
7. Крёпелин (5027)
8. Кюлунгсборн (7345)
9. Нойбуков (4270)

### Управления

#### Управление Бад-Доберан-Ланд
1. Адмансхаген-Баргесхаген (2866)
2. Бартенсхаген-Паркентин (1270)
3. Бёргеренде-Ретвиш (1739)
4. Виттенбек (759)
5. Нинхаген (1765)
6. Редделих (883)
7. Речов (1000)
8. Хоэнфельде (845)
9. Штеффенсхаген (500)

#### Управление Карбек
1. Бродерсторф (3012)
2. Клайн-Куссевиц (752)
3. Мандельсхаген (273)
4. Поппендорф (753)
5. Роггентин (2612)
6. Тулендорф (544)
7. Штайнфельд (604)

#### Управление Нойбуков-Зальцхаф
1. Альт-Буков (556)
2. Ам-Зальцхафф (501)
3. Басторф (1143)
4. Биндорф (1312)
5. Каринерланд (1221)
6. Кирх-Мульзов (362)
7. Рерик (2370)

#### Управление Ростоккер-Хайде
1. Бентвиш (2565)
2. Бланкенхаген (882)
3. Гельбензанде (1794)
4. Мёнхгаген (1093)
5. Рёверсхаген (2465)

#### УправлениеШван
1. Бениц (385)
2. Брёбберов (508)
3. Виндорф (789)
4. Кассов (391)
5. Рукитен (343)
6. Форбек (340)
7. Шван (5329)

#### Управление Тессин
1. Гневиц (222)
2. Граммов (202)
3. Зельпин (550)
4. Каммин (854)
5. Нустров (161)
6. Тельков (502)
7. Тессин (4086)
8. Царневанц (414)
9. Штуббендорф (142)

#### Управление Варнов-Ост
1. Дамм (657)
2. Думмерсторф (2647)
3. Кавельсторф (1215)
4. Кессин (1474)
5. Либлингсхоф (704)
6. Призанневиц (615)

#### Управление Варнов-Вест
1. Крицмов (3212)
2. Ламбрехтхаген (2967)
3. Папендорф (2463)
4. Пёльхов (978)
5. Цизендорф (1361)
6. Штебелов (1318)
7. Эльменхорст (4242)

#### Управление Бютцов-Ланд
1. Баумгартен (973)
2. Бернитт (1 832)
3. Бютцов (7 953)
4. Дрец (228)
5. Юргенсхаген (1 202)
6. Клайн-Белиц (925)
7. Пенцин (143)
8. Рюн (683)
9. Штайнхаген (872)
10. Тарнов (1 282)
11. Варнов (1 072)
12. Цепелин (503)

#### УправлениеГнойен
1. Альткален (932)
2. Берен-Любхин (662)
3. Боддин (384)
4. Финкенталь (328)
5. Гнойен (3 201)
6. Любург (265)
7. Валькендорф (510)
8. Васдов (427)

#### Управление Гюстров-Ланд
1. Глазевиц (455)
2. Грос-Швизов (339)
3. Гюльцов-Прюцен (1 762)
4. Гутов (1 092)
5. Клайн-Упаль (287)
6. Кус (360)
7. Ломен (810)
8. Люссов (963)
9. Мисторф (678)
10. Мюль-Розин (1 127)
11. Плац (858)
12. Раймерсхаген (498)
13. Зармсторф (527)
14. Цена (710)

#### УправлениеКраков-ам-Зее
1. Доббин-Линстов (595)
2. Хоппенраде (828)
3. Краков-ам-Зе (3 565)
4. Кухельмис (948)
5. Лалендорф (3 474)
6. Лангхаген (692)

#### УправлениеЛаге
1. Дикхоф (996)
2. Дольген-ам-Зе (760)
3. Хоэн-Шпренц (512)
4. Лаге (5 065)
5. Вардов (1 469)

#### Управление Мекленбургише-Швайц
1. Альт-Зюрков (472)
2. Дамен (586)
3. Далькендорф (312)
4. Грос-Роге (743)
5. Грос-Вокерн (1 167)
6. Грос-Вюстенфельде (1 009)
7. Хоэн-Демцин (476)
8. Йорденсторф (1 081)
9. Лелькендорф (538)
10. Преббереде (832)
11. Шорссов (573)
12. Швасдорф (741)
13. Зуков-Левитцов (518)
14. Тюрков (455)
15. Варнкенхаген (387)

## Галерея

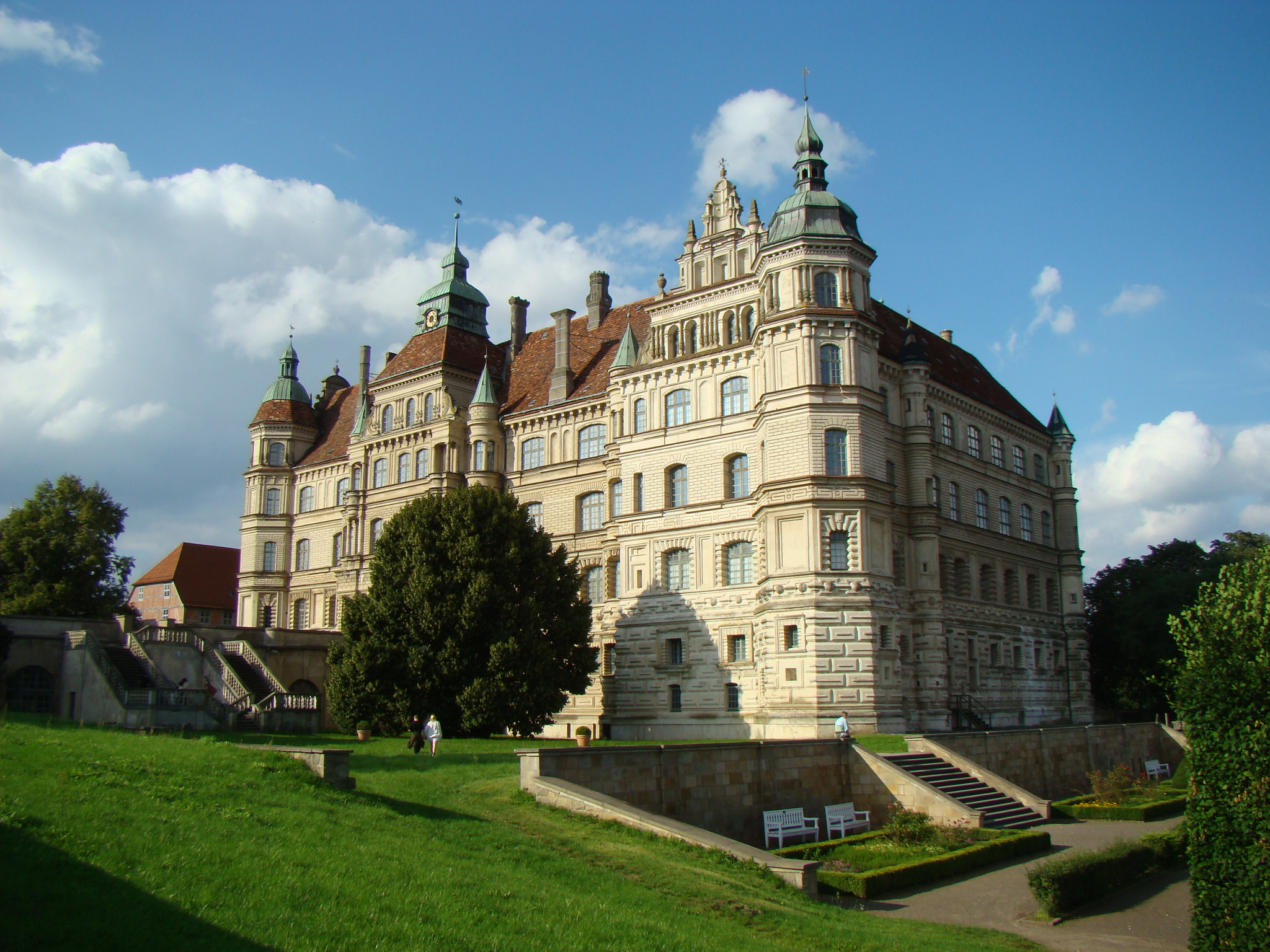
Schloss Güstrow
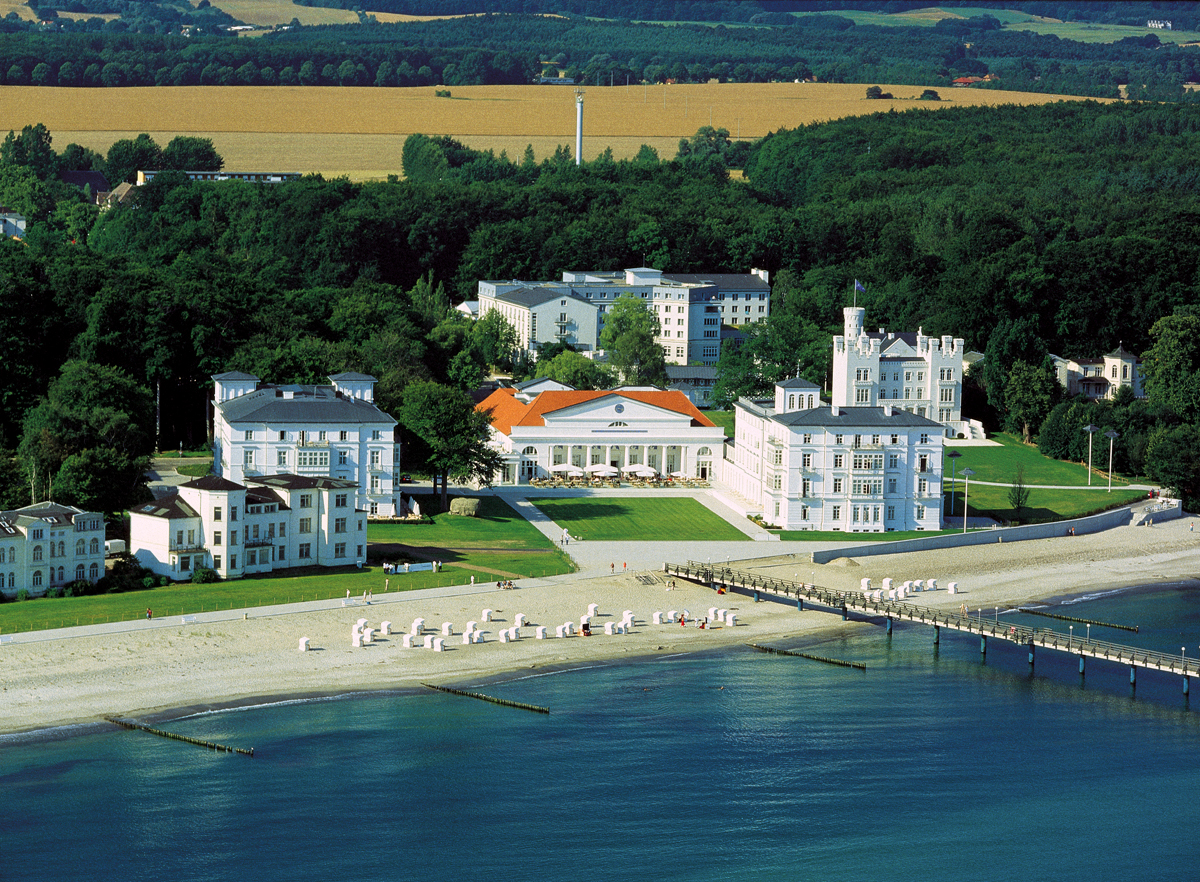
Grand Hotel Heiligendamm
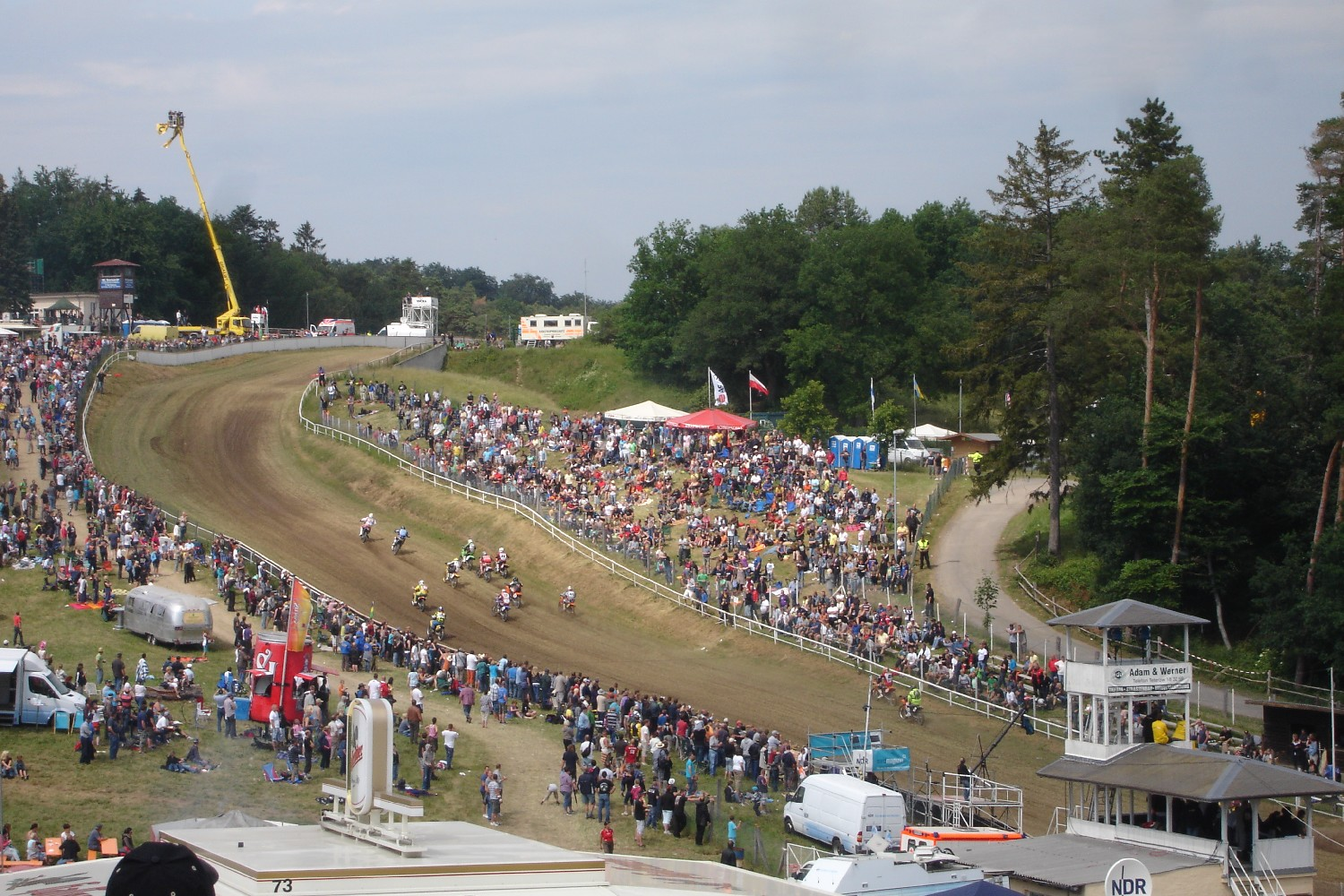
Motorsport am Teterower Bergring
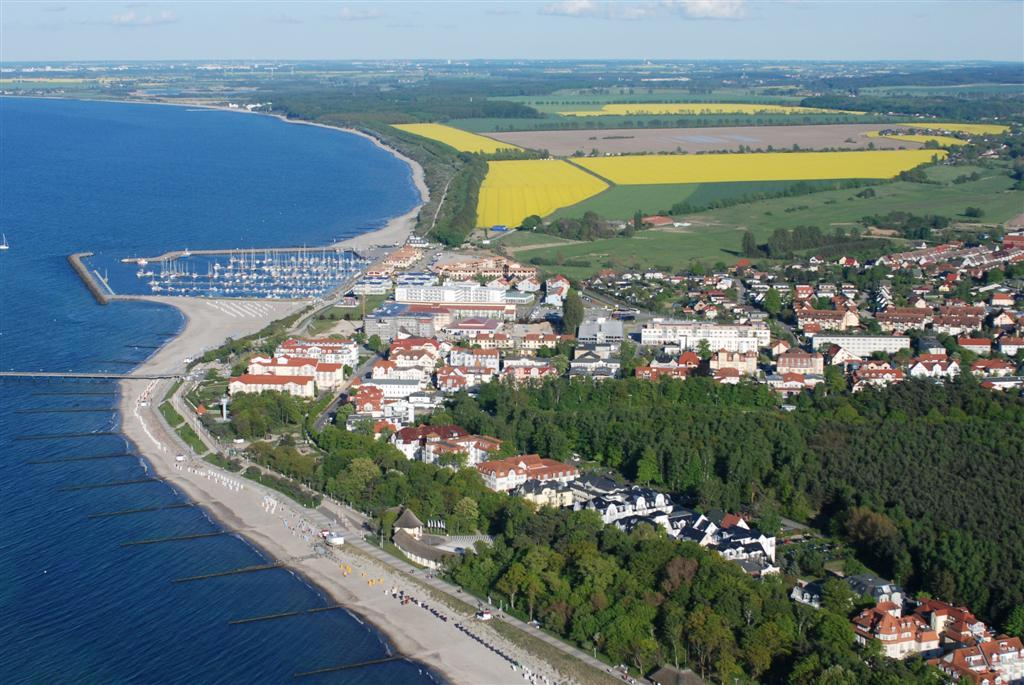
Kühlungsborn
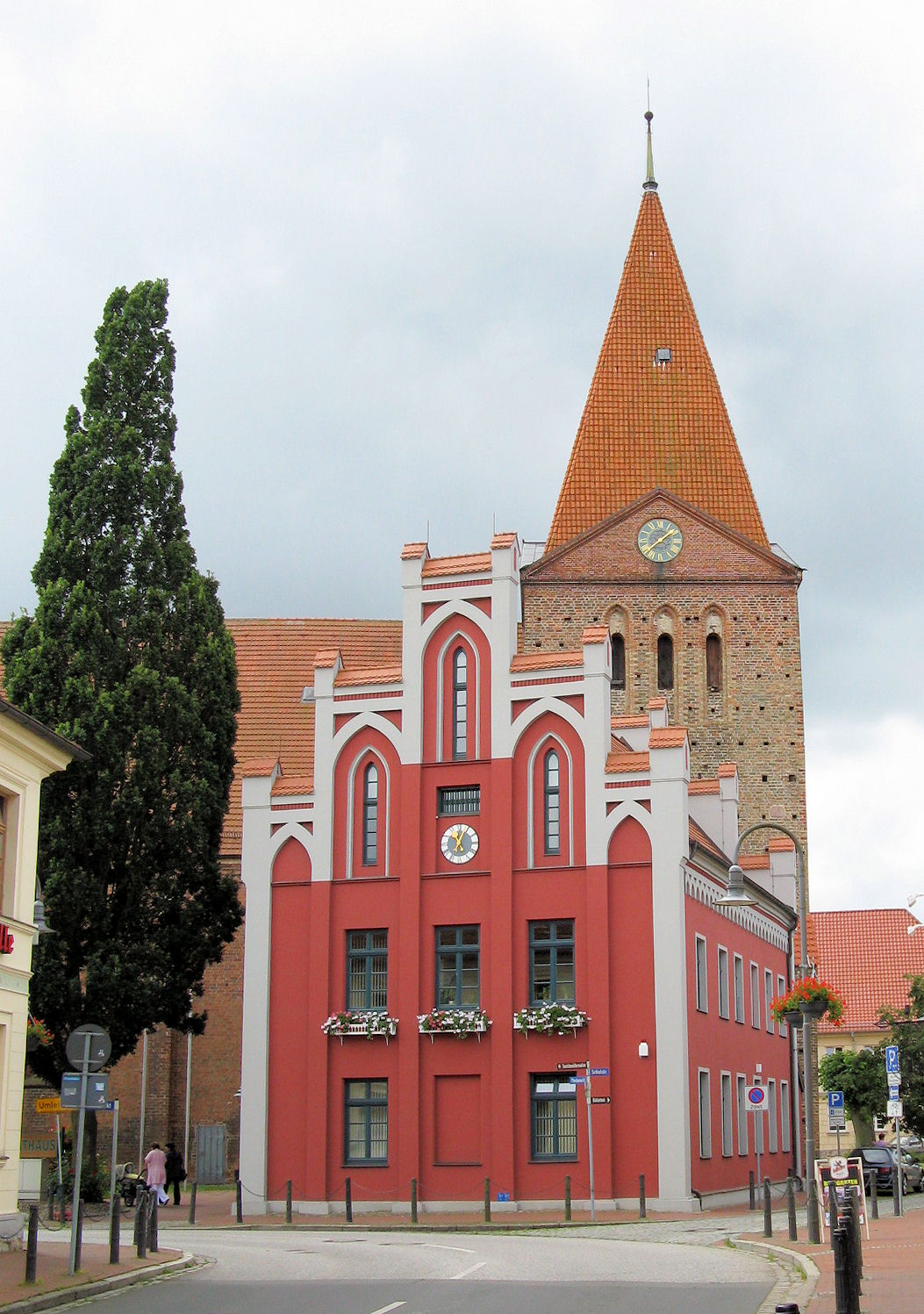
Künstlerort Schwaan
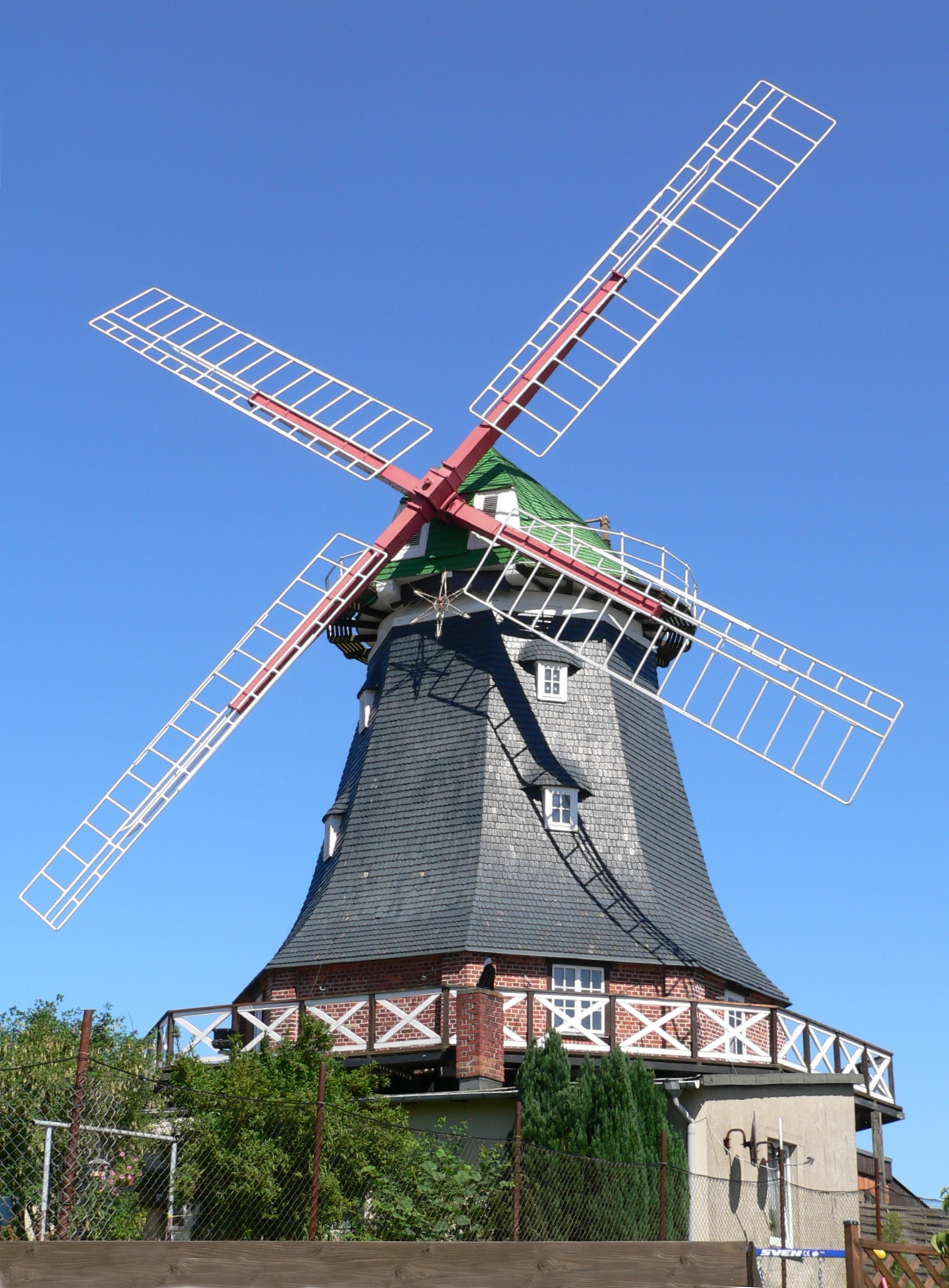
Kröpelin
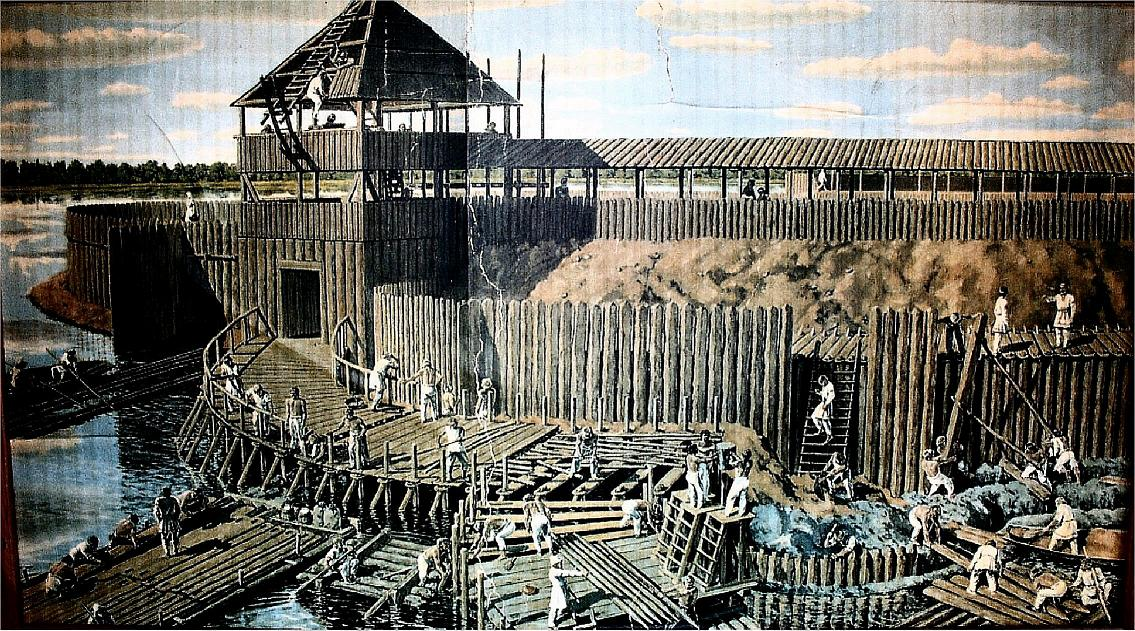
Славянская крепость X века[нем.] близ Берен-Любхина